# Burweg

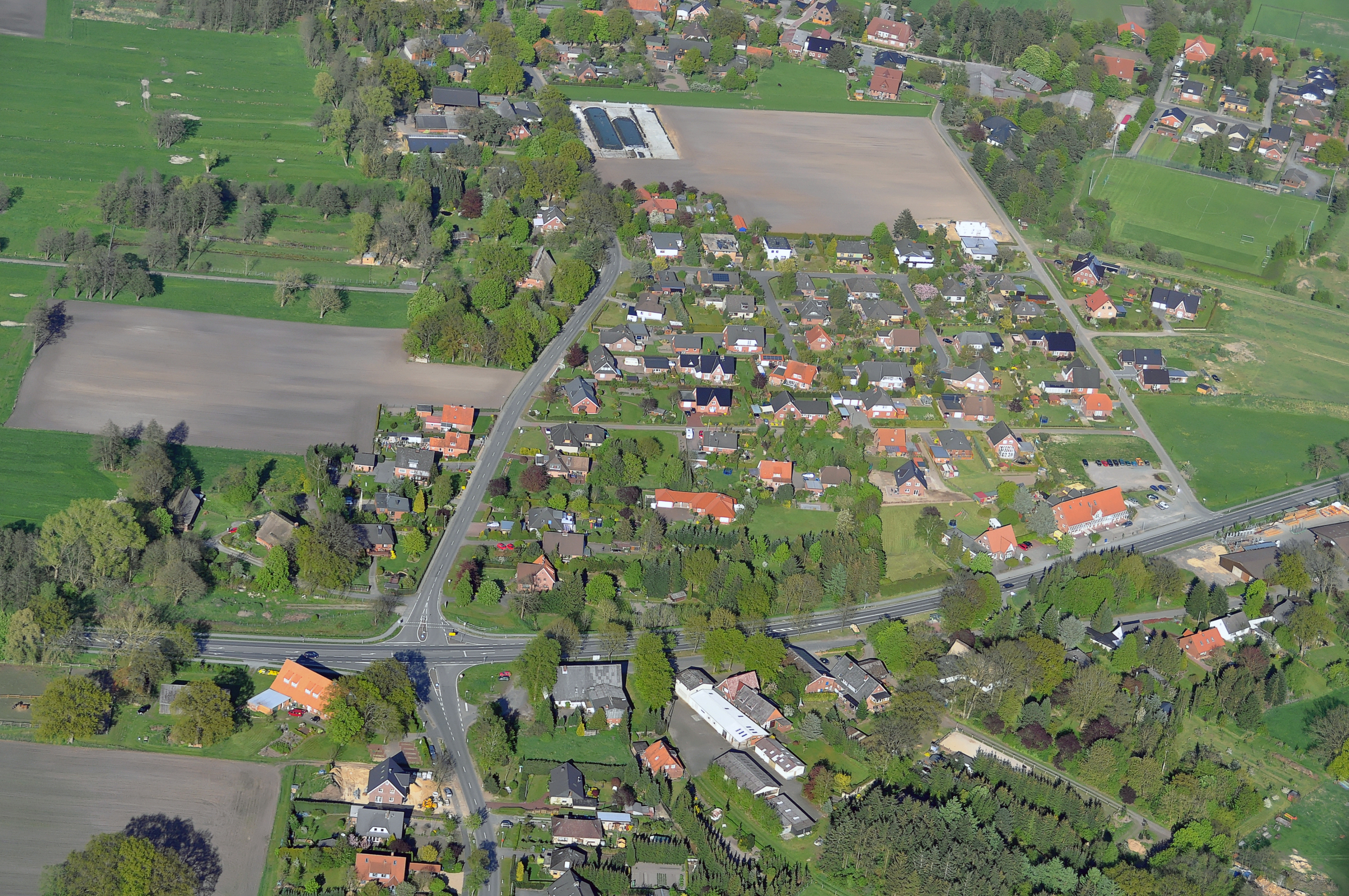
Luftbild (Mai 2012)

Burweg ist eine niedersächsische Gemeinde in der Samtgemeinde Oldendorf-Himmelpforten im Landkreis Stade.

## Geografie

### Geografische Lage
Die Gemeinde liegt in der Marsch der Oste am Rande zur Geest. Außerdem gehört die Ortslage Horst dazu, die auf einem Sandrücken zwischen dem Kernort und der Oste liegt.

### Gemeindegliederung
Die Gemeinde besteht aus den Ortsteilen Burweg, Blumenthal und Bossel.

## Geschichte

### Eingemeindung
Im Zuge der Gebietsreform wurden die vormals selbstständigen Gemeinden Blumenthal, Bossel und Burweg zum 1. Juli 1972 zur neuen Gemeinde Burweg zusammengelegt.
Burweg war bis zum 1. Januar 2014 Mitgliedsgemeinde der Samtgemeinde Oldendorf, die mit der Samtgemeinde Himmelpforten zur neuen Samtgemeinde Oldendorf-Himmelpforten fusionierte.

### Einwohnerentwicklung
| Datum             | Einwohner |
| ----------------- | --------- |
| 31. Dezember 1987 | 0912      |
| 31. Dezember 1992 | 0930      |
| 31. Dezember 1997 | 0941      |
| 31. Dezember 2002 | 0957      |
| 31. Dezember 2007 | 1016      |
| 31. Dezember 2012 | 0970      |
| 31. Dezember 2019 | 1017      |

## Politik

### Gemeinderat
Der Rat der Gemeinde Burweg besteht aus elf Ratsfrauen und Ratsherren. Dies ist die festgelegte Anzahl für die Mitgliedsgemeinde einer Samtgemeinde mit einer Einwohnerzahl zwischen 1.001 und 2.000 Einwohnern. Die Ratsmitglieder werden durch eine Kommunalwahl für jeweils fünf Jahre gewählt. Die aktuelle Amtszeit begann am 1. November 2021 und endet am 31. Oktober 2026.
Die vergangenen Gemeinderatswahlen ergaben folgende Sitzverteilungen:
| Wahljahr | Unabhängige Liste Burweg (ULB) | Gesamt |
| 2021     | 11                             | 11     |
| 2016     | 9                              | 9      |

### Bürgermeister
Der Gemeinderat wählte das Gemeinderatsmitglied Matthias Wolff (Unabhängige Liste Burweg) zum ehrenamtlichen Bürgermeister für die aktuelle Wahlperiode.

### Wappen
Das Wappen der Gemeinde Burweg wurde am 23. Februar 1983 vom Gemeinderat beschlossen und am 22. März 1983 vom Landkreis Stade genehmigt.
Blasonierung: „In Grün unter einem goldenen Schlüssel ein silberner Maueranker.“
Das Grün deutet auf die Lage der Gemeinde Burweg im Gebiet der Ostemarsch zusammen mit den Gemeindegliedern Blumenthal, Bossel sowie dem Ortsteil Horst mit seiner dem Heiligen Petrus geweihten Kirche, auf die attributiv der Schlüssel hinweist; sie regelte seinerzeit die Flurverhältnisse und das kirchliche wie das sittliche Leben in der Gemeinde und den Familien.
Reste eines frühmittelalterlichen Hauses, die 1934 in Bossel, vordem Borstel (früher: buristalda = Hofstelle), bei Ausgrabungen entdeckt wurden, bekunden der heutigen Gemeinde Burweg mit dem Maueranker altes Siedlungsgebiet.

## Kultur und Sehenswürdigkeiten

### Sehenswertes

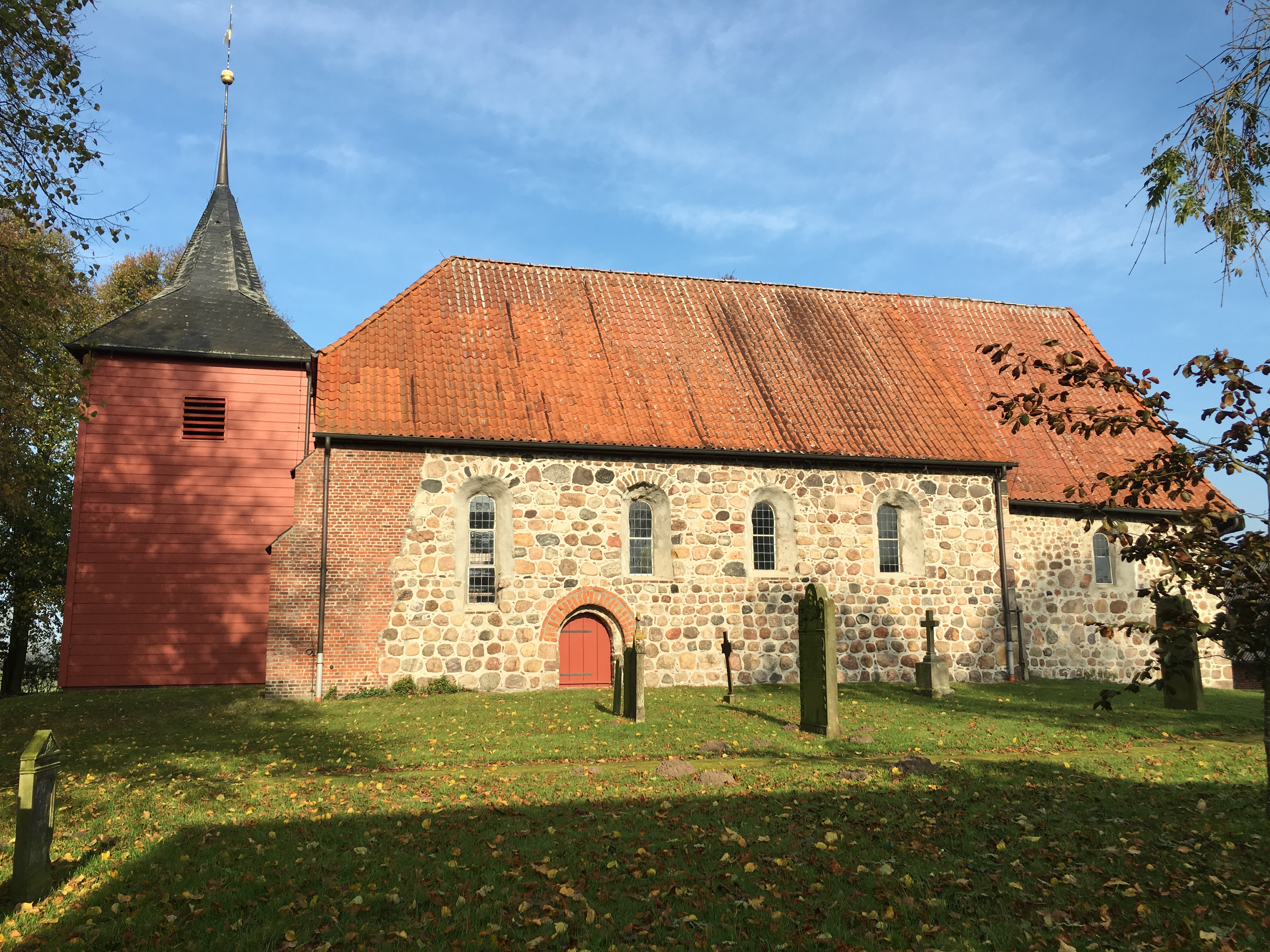
Kirche St. Petri auf der Horst

- Die romanische St.-Petrus-Kirche auf der Horst wurde im Zuge der Hollerkolonisation von den eingewanderten Holländern, die an der Urbarmachung der Marschen beteiligt waren, um 1200 aus Feldsteinen errichtet mit mittelalterlichen Taufstein. Die alte Glocke aus dieser Zeit wurde 1912 an das Museum Lüneburg verkauft.
- Friedhof an der Kirche mit alten Grabsteinen.

### Vereinswesen
- Freiwillige Feuerwehren Burweg und Blumenthal
- Abwasser-Entsorgungs-Genossenschaft (AEB)
- Schützenverein Burweg von 1926
- Schützenverein Blumenthal von 1929
- Sportverein Burweg von 1970
- Bosseler Boßel-Verein von 1987
- Kulturverein Untere Oste
- Heimat- und Kulturverein Burweg e. V. 2018

## Verkehr
Durch die Gemeinde verläuft die Bundesstraße 73, die im Nordwesten über die Oste weiter über Hemmoor nach Cuxhaven und im Südosten über Himmelpforten nach Stade führt. Autobahnanschluss besteht in Stade an die BAB 26.
Die Niederelbebahn verläuft durch die Gemeinde. Die nächsten Bahnhöfe befinden sich in Himmelpforten und Hechthausen.

## Persönlichkeiten
- Focko Lüpsen (1898–1977), Journalist und Verleger